# ケイコ・マクドナルド
ケイコ・マクドナルド（英語：Keiko McDonald、1940年1月1日 - 2008年9月14日）は、アメリカ合衆国の日本学者。専門は日本映画と日本文学で、ピッツバーグ大学の教授を務めていた。日本の奈良県出身。
2008年9月13日、ペンシルベニア州のインディアナ郡で趣味の釣りをしていたところ、誤って川に落下し急流に飲み込まれた。その後彼女は救助されたインディアナ州地域医療センターに送られたが翌日亡くなった。

## 主な著作
- Cinema East: A Critical Study of Major Japanese Films (1983年)
- Ugetsu (1993年)
- Japanese Classical Theater in Films (1993年)
- From Book to Screen: Modern Japanese Literature in Films (2000年)
- Reading a Japanese Film: Cinema in Context (2005年)